# Municipalité du district d'Akmenė
La municipalité du district d'Akmenė (en lituanien : Akmenės rajono savivaldybė) est l'une des soixante municipalités de Lituanie. Son chef-lieu est Naujoji Akmenė.

## Seniūnijos de la municipalité du district d'Akmenė
- Akmenės seniūnija (Akmenė)
- Kruopių seniūnija (Kruopiai)
- Naujosios Akmenės kaimiškoji seniūnija (Naujoji Akmenė)
- Naujosios Akmenės miesto seniūnija (Naujoji Akmenė)

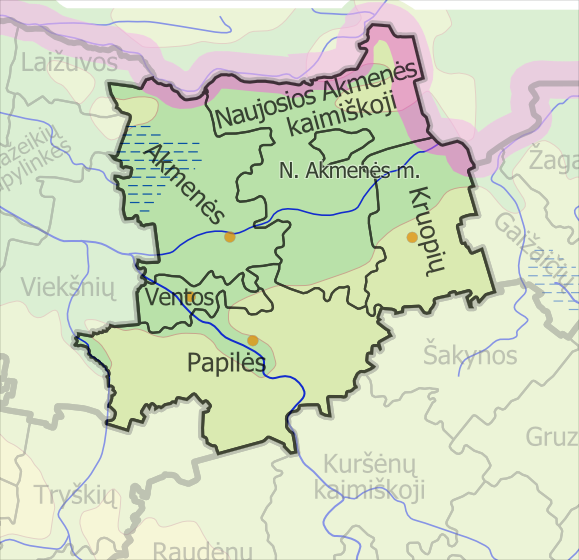
Seniūnijos de la municipalité du district d'Akmenė.

- Papilės seniūnija (Papilė)
- Ventos seniūnija (Venta)